# Akysis
Akysis is een geslacht van straalvinnige vissen uit de familie van de meervallen (Akysidae).

## Soorten
- Akysis bilustris Ng, 2011
- Akysis brachybarbatus Chen, 1981
- Akysis clavulus Ng & Freyhof, 2003
- Akysis clinatus Ng & Rainboth, 2005
- Akysis ephippifer Ng & Kottelat, 1998
- Akysis fontaneus Ng, 2009
- Akysis fuliginatus Ng & Rainboth, 2005
- Akysis galeatus Page, Rachmatika & Robins, 2007
- Akysis hendricksoni Alfred, 1966
- Akysis heterurus Ng, 1996
- Akysis longifilis Ng, 2006
- Akysis maculipinnis Fowler, 1934
- Akysis manipurensis (Arunkumar, 2000)
- Akysis microps Ng & Tan, 1999
- Akysis pictus Günther, 1883
- Akysis portellus Ng, 2009
- Akysis prashadi Hora, 1936
- Akysis pulvinatus Ng, 2007
- Akysis recavus Ng & Kottelat, 1998
- Akysis scorteus Page, Hadiaty & López, 2007
- Akysis variegatus (Bleeker, 1846)
- Akysis varius Ng & Kottelat, 1998
- Akysis vespa Ng & Kottelat, 2004
- Akysis vespertinus Ng, 2008